# Сент Џејмс (Минесота)
Сент Џејмс (енгл. St. James) град је у америчкој савезној држави Минесота.

## Демографија
По попису из 2010. године број становника је 4.605, што је 90 (-1,9%) становника мање него 2000. године.
| Група             | 2000.         | 2010.         |
| Белци             | 3.517 (74,9%) | 3.080 (66,9%) |
| Афроамериканци    | 19 (0,4%)     | 31 (0,7%)     |
| Азијати           | 24 (0,5%)     | 27 (0,6%)     |
| Хиспаноамериканци | 1.116 (23,8%) | 1.427 (31,0%) |
| Укупно            | 4.695         | 4.605         |